# Fujii Mina
Pour les articles homonymes, voir Fujii.
Mina Fujii (藤井美菜, Fujii Mina), née le 15 juillet 1988, à San Diego, est une actrice japonaise.

## Filmographie
- 2010 : Abacus and Sword
- 2010 : The Sylvian Experiments
- 2014 : Monsterz
- 2022 : The Nighthawk's First Love